# 22 juillet 1981
Le mercredi 22 juillet 1981 est le 203e jour de l'année 1981.

## Naissances
- Agnese Krivade, écrivaine lettone
- Clive Standen, acteur britannique
- Jonathan Curtis, catcheur américain
- Gökçek Vederson, joueur brésilien de football
- Guillem Ribot Bruguera, joueur espagnol de rink hockey
- Igor Matić, footballeur serbe
- Kenny King, catcheur américain
- Lee Bo-na, tireuse sportive sud-coréenne
- Rogier Molhoek, footballeur néerlandais
- Steffen Gebhardt, athlète allemand

## Décès
- Fernand Rigot (né le 16 février 1894), poète, romancier, explorateur, cinéaste et producteur de cinéma belge
- Hermann von Hanneken (né le 5 janvier 1890), militaire allemand
- John Le Patourel (né le 29 juillet 1909), universitaire et historien britannique
- María Inés Teresa del Santísimo Sacramento (née le 7 juillet 1904), religieuse mexicaine
- Mattin Treku (né le 11 novembre 1916), bertsolari renommé du Pays basque français
- Sergueï Narovtchatov (né le 3 octobre 1919), écrivain russe et soviétique